# Амар, Ликко
Ликко Амар (нем. Licco Amar; 4 декабря 1891, Будапешт — 19 июля 1959, Фрайбург) — немецкий скрипач.
Отец Амара был торговцем, турецким евреем, перебравшимся в Венгрию из Македонии. Амар окончил в 1910 году Будапештскую академию музыки по классу Эмиля Баре (ученика Й. Хельмесбергера-младшего) и отправился совершенствовать своё мастерство в Берлин, где в 1911—1912 гг. учился у Анри Марто. В 1912—1914 гг. Амар играл вторую скрипку в струнном квартете своего учителя. В 1916—1920 гг. первая скрипка Берлинского филармонического оркестра, затем до 1923 г. концертмейстер оркестра в Мангейме.
Наиболее заметная страница биографии Амара — струнный квартет, в котором он играл первую скрипку, Квартет Амара, одушевлённый участием Пауля Хиндемита в качестве альтиста. Квартет Амара, в частности, был неустанным исполнителем произведений Хиндемита. Собравшись впервые в 1921 г., квартет интенсивно концертировал в 1922—1929 гг., после чего продолжал ещё выступать до 1933 г. с заменившим Хиндемита Эрихом Крааком. Амар также исполнял произведения Белы Бартока вместе с автором.
С приходом к власти нацистов эмигрировал во Францию, откуда в 1934 г. перебрался в Турцию. В 1935—1957 гг. преподавал в Анкарской консерватории, с 1938 г. профессор, заведовал в ней кафедрой струнных, воспитал ряд учеников. С 1957 г. преподавал во Фрайбургской высшей школе музыки.